# Cain i Mabel
Cain i Mabel – amerykańska komedia romantyczna z 1936 roku w reżyserii Lloyda Bacona.

## Fabuła
Utalentowany bokser i tancerka wymyślają fikcyjny romans na potrzeby rozgłosu medialnego.

## Obsada
- Marion Davies – Mabel O'Dare
- Clark Gable – Larry Cain
- Walter Catlett